# Castellet (mineria)

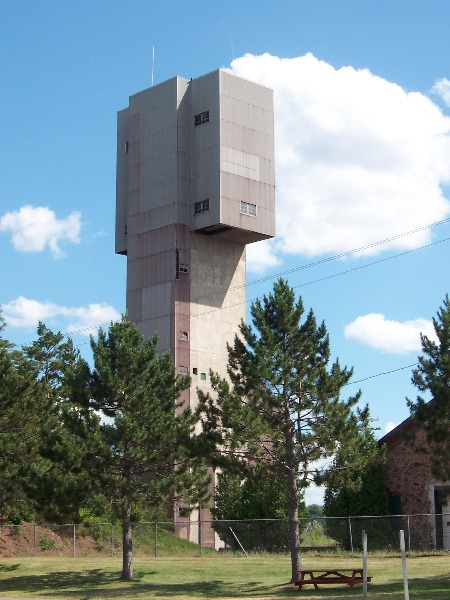
Torre d'extracció del pou C de la mina Cliffs a Ishpeming (Michigan, Estats Units d'Amèrica).

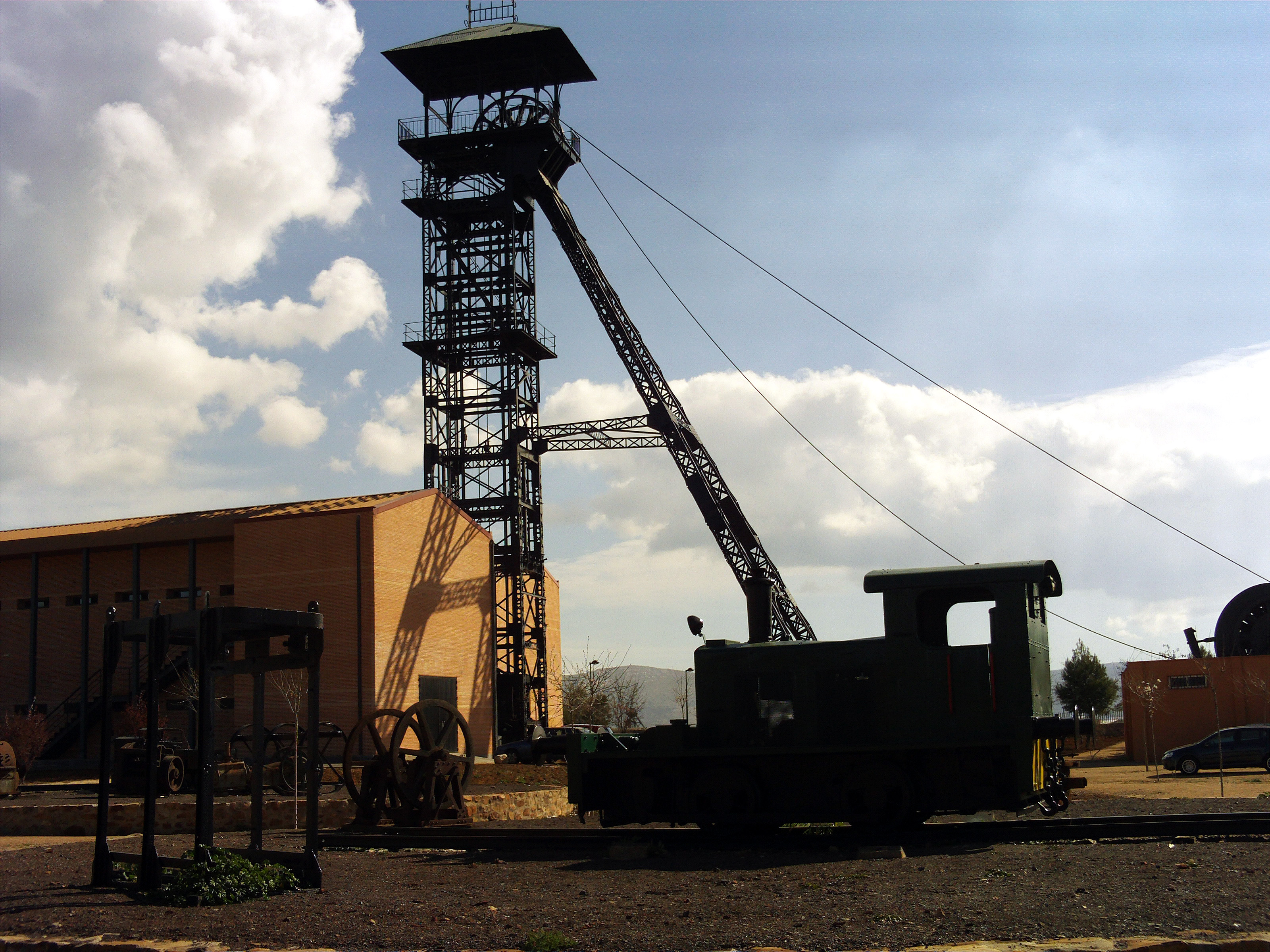
Castellet al museu de la mineria de Puertollano (Ciudad Real, Espanya).

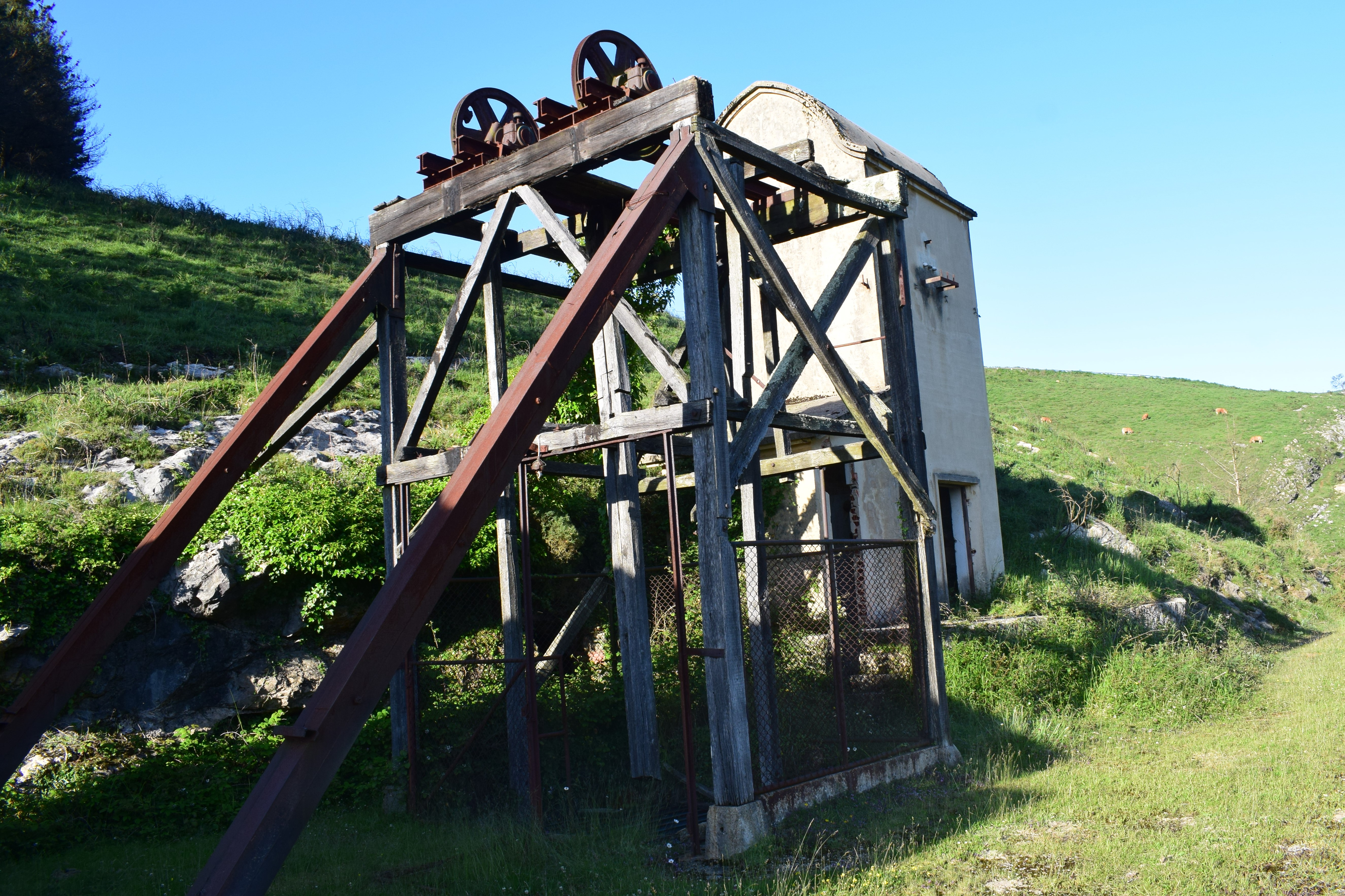
Castellet de fusta de la mina Lacuerre a Cantàbria (Espanya).

El castellet, en mineria, és l'estructura situada sobre un pou vertical la funció del qual és suportar les corrioles a la suficient altura sobre el brocal (boca) del pou per a permetre les maniobres d'extracció.

## Funcionament
Per les corrioles, situades en la part superior del castellet, passen els cables que sostenen a l'interior del pou les gàbies que hi circulen. Aquests cables són accionats per la màquina d'extracció, que en la majoria dels casos es troba en la superfície. Si la màquina d'extracció se situa sobre el castellet, aquest es denomina torre d'extracció.
El castellet pròpiament dit es compon en la majoria dels casos de quatre peus verticals que sostenen les corrioles en la seva part superior i dues riostes, enllaçades entre si, que li donen estabilitat i resistència. Els materials utilitzats per a la construcció dels castellets són principalment acer i formigó, encara que en el passat es van fer també amb fusta i maçoneria.

## Simbolisme
Com que són la part més visible d'una mina subterrània, els castellets s'han convertit en els distintius més recognoscibles de les regions amb història minera, com la conca del Ruhr a Alemanya, els vals del sud de Gal·les al Regne Unit o les províncies de Lleó, Astúries o Ciudad Real a Espanya.